# Hans Lubinus
Hans Johann Georg Lubinus (25 de dezembro de 1893 - 3 de julho de 1973) foi um marinheiro alemão. Ele competiu nos 6 metros mistos nos Jogos Olímpicos de Verão de 1936 e nos 5,5 metros mistos nos Jogos Olímpicos de Verão de 1952 e 1956.

## Vida pessoal
Lubinus serviu no exército alemão durante a Primeira Guerra Mundial, e foi premiado com a Cruz de Ferro de primeira e segunda classes. Durante a Segunda Guerra Mundial, ele atuou como cirurgião. Nessa função, ele estava envolvido na esterilização compulsória.